# Van Mieu

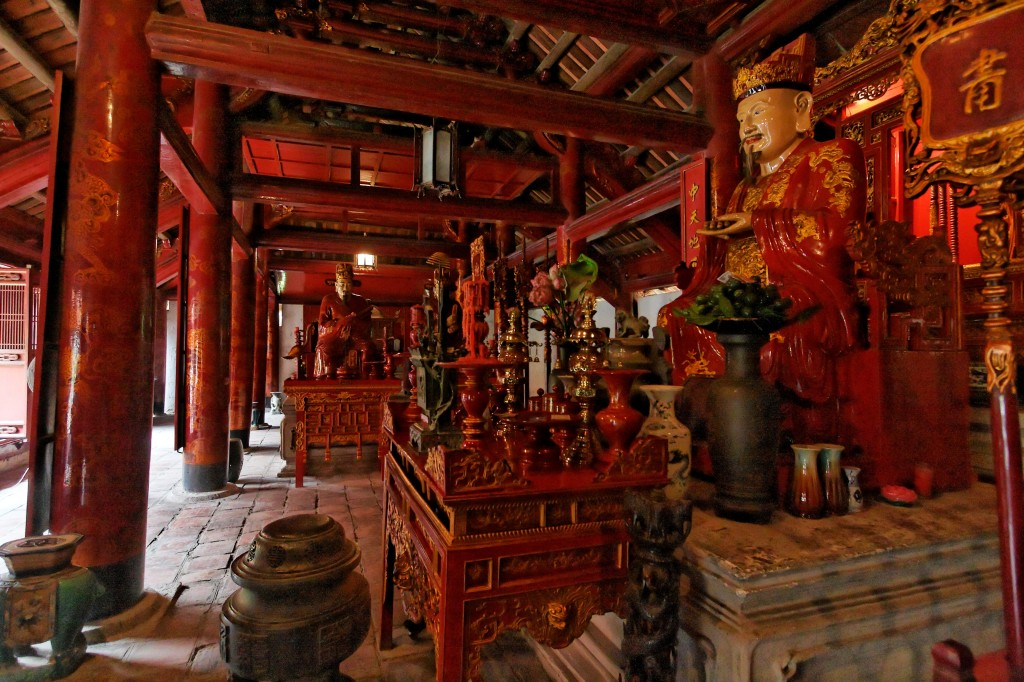
Văn Miếu i Hanoi

Văn Miếu, ordagrant Litteraturens tempel, är det vietnamesiska namnet på konfuciustempel. Det mest berömda ligger i Hanoi och byggdes redan 1070. År 1076 anlades ett universitet inom det templet och examinering pågick ända fram till 1779. Kung Lê Thánh Tông beslöt att man skulle rista in namn, födelsedatum och meriter på de som avlade doktorsexamen på stentavlor som placerades på sköldpaddor i sten som symboliserar evigt liv. 82 av de dessa finns kvar än idag.
Anläggningen är 350 gånger 70 meter och vid ingången finns en liten sjö som är en del av templet men ligger utanför tempelmuren. Totalt finns det fem stycken gårdsplaner i templet.

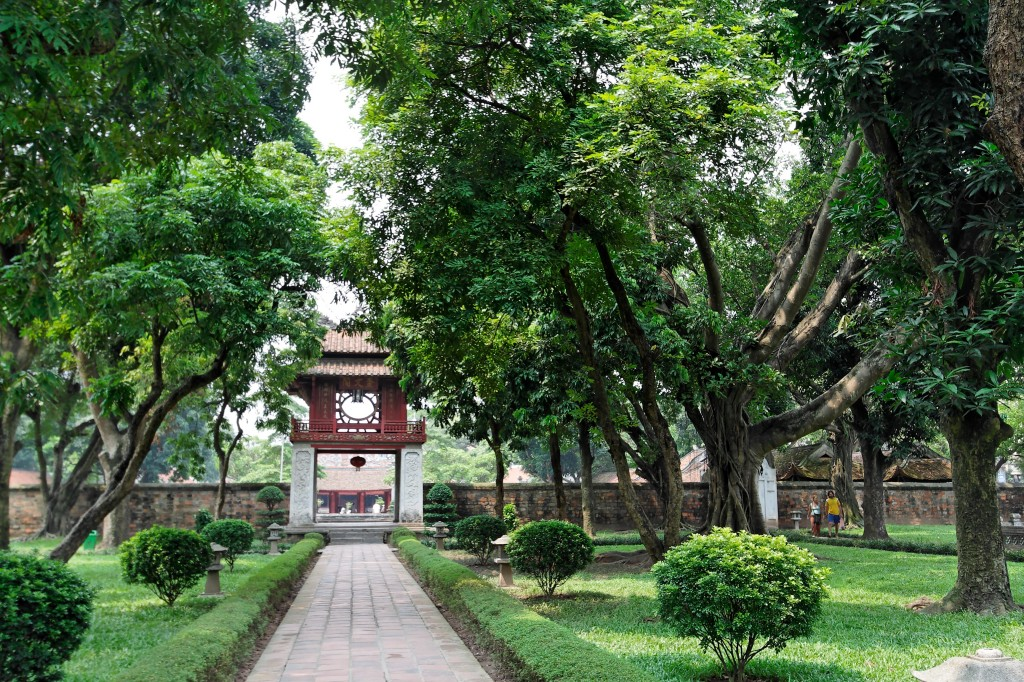
Khuê Văn paviljongen

Efter att ha passerat huvudingången går man under the great portico och kommer till den första gården, entrance to the way.  Det finns tre vägar, den i mitten var reserverad för kungen, den på ena sidan för militära mandariner och på den andra för administrativa mandariner. På varje sida finns en damm. 
Nästa port heter Dai Trung Mon (Great middle gate). Den omges av två mindre portar som är uppkallade efter de dygder som krävs för att passera från den första till den andra gården: Thanh Duc (Great Success) och Dat Tai (Attained talent). Den andra gården heter The great middle courtyard.

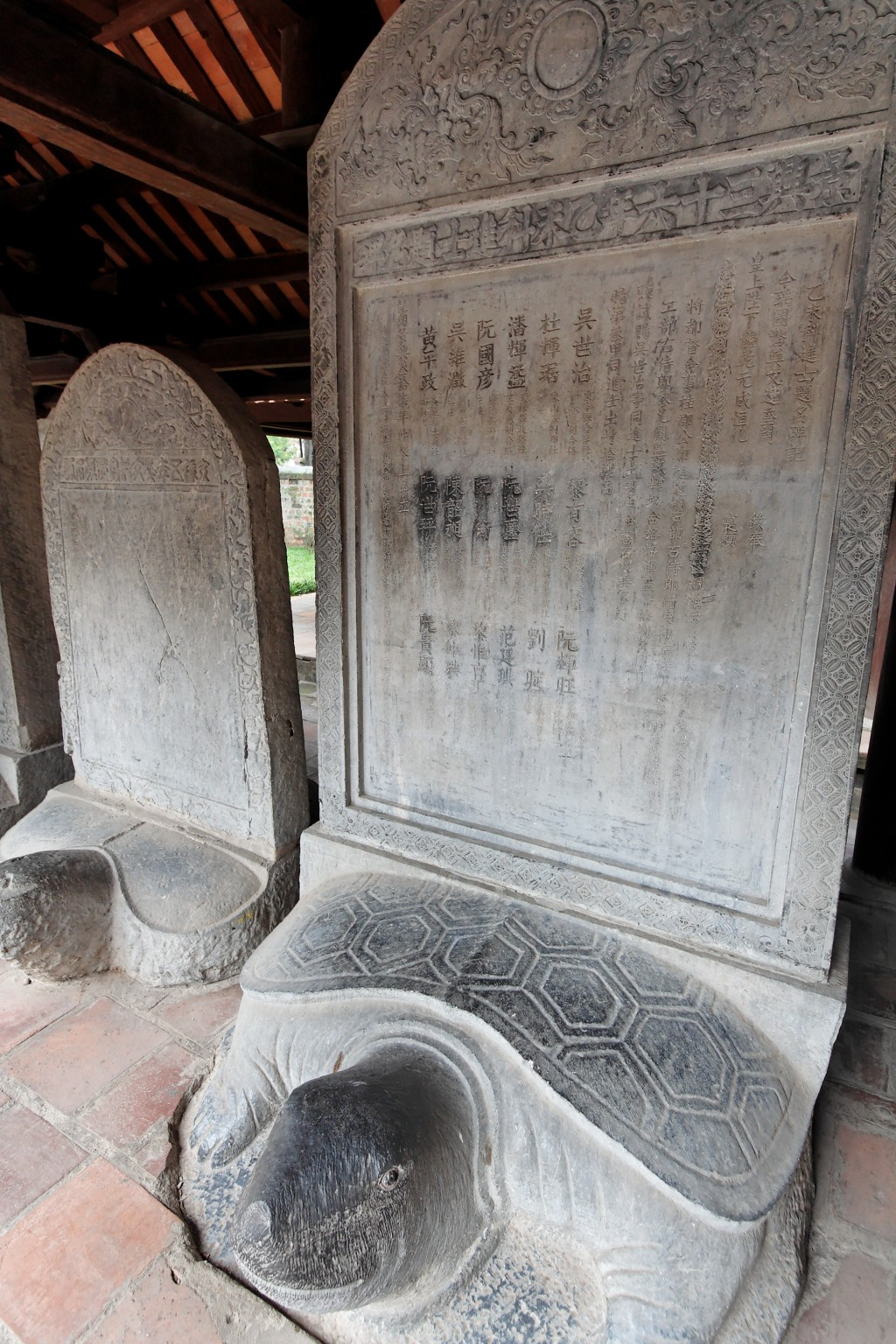
Stentavlor från templet

För att komma till tredje gården passeras porten Khue Van Cac (Constellation of literature pavillion). Porten är en symbol för Hanoi, och för att passera här skulle studenterna ha uppnått skicklighet i att uttrycka sig skriftligt. Den tredje domineras av dammen Thien Quang Tinh (Well of heavenly clarity). Vid dammens kanter finns stentavlor med namnen på de som har avlagt examen. Sköldpaddorna som de står på symboliserar långt liv och syftar på att ge respekt för kunskap (att kunskapen är evig) och de som har avlagt examen. Varje stentavla har gamla kinesiska inskriptioner som hyllar kungen och motiverar varför det är viktigt att avlägga examen.
Porten Dai Thanh Mon (Gate of the great synthesis) symboliserar hur olika element från konfucianism förs samman för att ge studenterna kunskap. Den leder fram till den fjärde gården. I Great house of ceremonies finns ett altare för Konfucius. I huset bakom finns en staty av honom omgiven av statyer av hans fyra närmaste lärjungar.   
Den femte och sista gården, Quoc Tu Giam (School for the sons of the nation), var platsen för klassrum och sovsalar fram tills att universitet flyttades 1802. Fransmännen förstörde de ursprungliga byggnaderna 1947. I Byggnaden finns på första våningen en staty av Chu Văn An, på andra våningen statyer av tre kungar som har bidragit mycket till templet, Lý Thánh Tông, Lý Nhân Tông och Lê Thánh Tông.